# Matrona nigripectus
Matrona nigripectus är en trollsländeart som först beskrevs av Selys 1879.  Matrona nigripectus ingår i släktet Matrona och familjen jungfrusländor. Inga underarter finns listade i Catalogue of Life.